# Michael Paul
Michael Paul, född den 15 april 1961 i Hanau, Tyskland, är en tysk handbollsspelare.
Han tog OS-silver i herrarnas turnering i samband med de olympiska handbollstävlingarna 1984 i Los Angeles.